# Alden (New York)
Alden è un comune degli Stati Uniti d'America, situato nello Stato di New York, nella contea di Erie.